# Delias alberti
Delias alberti is een vlindersoort uit de familie van de Pieridae (witjes), onderfamilie Pierinae.
Delias alberti werd in 1904 beschreven door Rothschild.